# Charles Masterman

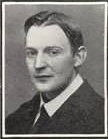
Charles Masterman um 1906

Charles Frederick Gurney Masterman PC (* 24. Oktober 1873 in Spencer Hill, Wimbledon; † 17. November 1927 in Harrow) war ein britischer Journalist, Autor, liberaler Politiker und Propagandist im Ersten Weltkrieg. Er leitete von 1914 bis 1917 das britische War Propaganda Bureau.

## Leben

### Herkunft und Ausbildung
Masterman war der vierte von fünf Söhnen einer Familie mit urbanem Hintergrund, die wegen einer chronischen Erkrankung des Vaters in das ländliche Umland von London umgezogen war. Einer seiner Brüder, Howard, wurde 1923 der erste anglikanische Bischof von Plymouth. Charles wurde am Weymouth College in Dorset erzogen und gewann ein Stipendium für das Christ’s College der Universität Cambridge, wo er bis 1896 Literatur, Politik und Religion studierte. Er war unter anderem Vorsitzender der Cambridge Union Society und Sekretär des Cambridge University Liberal Club. Während seiner Studienzeit näherte er sich dem New Liberalism, einer Strömung des Linksliberalismus, und dem Christlichen Sozialismus an. 1900 wurde er Fellow des Christ’s College.

### Journalistische und politische Karriere vor dem Krieg
Masterman arbeitete nach dem Studium als Journalist für verschiedene liberale Zeitungen und lebte von 1900 bis 1908 in South London, um den Alltag und die Nöte der Arbeiterklasse besser kennenzulernen. Er war 1901 Mitherausgeber der Essay-Sammlung The Heart of the Empire: a Discussion of Problems of Modern City Life in England. 1902 erschien sein From the Abyss und 1905 In Peril of Change. 1903 wurde er Literaturredakteur der Zeitung The Daily News und bewarb sich im selben Jahr in einer Nachwahl für den Londoner Stadtteil Dulwich als Kandidat der Liberal Party erstmals um einen Sitz im Unterhaus. Drei Jahre später, bei den Unterhauswahlen 1906, gelang ihm der Einzug für den Wahlkreis West Ham North. Ab 1908 war er Mitherausgeber des neugegründeten Literaturmagazins The English Review. Im selben Jahr heiratete er Lucy Lyttelton, Tochter des Generals Neville Lyttelton. Mit ihr hatte er einen Sohn und zwei Töchter, darunter die Linguistin und Philosophin Margaret Masterman und den Historiker Neville Masterman.
Nach der Amtsübernahme Herbert Henry Asquiths als Premierminister 1908 erhielt Masterman zunächst einen Posten im Local Government Board und wechselte 1909 als Unterstaatssekretär in das Innenministerium, wo ab 1910 Winston Churchill sein Vorgesetzter war. 1909 erschien sein bekanntestes Werk The Condition of England. In Anerkennung seiner Leistungen wurde Masterman 1912 auf den Posten des Finanzsekretärs der Treasury unter dem Schatzkanzler David Lloyd George versetzt und in den Privy Council eingeschworen. Er war vor dem Krieg an einer Reihe tiefgreifender Reformen beteiligt, darunter dem National Insurance Act von 1911. Im Februar 1914 erhielt er den Kabinettsposten des Chancellor of the Duchy of Lancaster, gleichwohl gelang ihm nie der Aufstieg in den engeren Machtzirkel der Liberal Party. Im Januar und im Dezember 1910 sowie in einer Nachwahl 1911 in Bethnal Green South West wiedergewählt, verlor er seinen Unterhaussitz 1914 und musste danach aufgrund seines Regierungspostens bei mehreren Nachwahlen antreten, die er alle verlor. Als Konsequenz trat er im Mai 1915 von seinem Amt zurück.

### Propagandachef im Ersten Weltkrieg
Nach dem Eintritt des Vereinigten Königreichs in den Ersten Weltkrieg Anfang August 1914 wurde bald beschlossen, die Propagandatätigkeit der Regierung einer zentralen Leitung zu unterstellen. Als Chef des War Propaganda Bureau (WPB; nach seinem Sitz auch bekannt als Wellington House) wurde von der Regierung Asquith Charles Masterman ausgewählt. Masterman nutzte seine häufig freundschaftlichen Beziehungen zu bedeutenden britischen Literaten der Zeit zum Aufbau einer umfassenden Organisation. Unter anderem rekrutierte er H. G. Wells, Thomas Hardy, G. K. Chesterton, Arthur Conan Doyle, John Masefield, Ford Madox Ford, Henry Newbolt und John Galsworthy, die bei einem ersten Treffen am 2. September 1914 anwesend waren. Größen wie Rudyard Kipling und John Buchan schlossen sich der Organisation später an. Unter den lancierten Publikationen war eine offizielle, am Ende 24-bändige Historie des laufenden Krieges (Nelson’s History of the War) neben hunderten Pamphleten und Propagandaschriften. Ihr Hauptziel war die Beeinflussung der öffentlichen Meinung in den neutralen Staaten, insbesondere den USA.
Mastermans Abteilung war auch zuständig für die Auswahl der zugelassenen Kriegsfotografen wie auch der Dokumentarfilmer, die 1916 den monumentalen Film The Battle of the Somme drehten, sowie für offizielle Kriegsmaler wie Francis Dodd, William Orpen und Paul Nash.
Nach der Amtsübernahme David Lloyd Georges als Premierminister wurde im März 1917 das Department of Information unter John Buchan geschaffen, dem Mastermans Abteilung unterstellt wurde. Masterman blieb auch im 1918 geschaffenen Ministry of Information unter Lord Beaverbrook Director of Publications.

### Nach dem Krieg

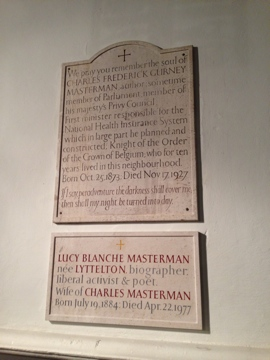
Gedenktafel in Saint Giles Church, Camberwell

Bei den „Coupon-Wahlen“ vom Dezember 1918 konnte Masterman als Nichtunterstützer von Lloyd Georges Koalitionskurs mit den Tories keinen Parlamentssitz erringen. Bei den Wahlen 1923 wurde er für den Wahlkreis Manchester Rusholme wieder ins Parlament gewählt, verlor seinen Sitz aber bereits in der nächsten Wahl ein Jahr später.
Drogen- und Alkoholmissbrauch trugen in dieser Zeit zu einer rapiden Verschlechterung seines Gesundheitszustandes bei. Masterman starb im November 1927 in einem Krankenpflegeheim.